# Гострий стресовий розлад
Гострий стресовий розлад (англ. Acute stress disorder, ASD) або гостра реакція на стрес (англ. Acute stress reaction, ASR), також відомий як психологічний шок, психічний шок або просто шок — це психологічна відповідь на жахливий, травматичний або несподіваний досвід. Бойова психічна травма є подібною реакцією на травму війни. Реакції можуть включати (але не обмежуватися цим) нав'язливі або дисоціативні симптоми та симптоми реактивності, такі як уникання або збудження. Гострий стресовий розлад може проявлятися протягом днів або тижнів після травматичної події. Якщо захворювання не лікувати належним чином, воно може перерости в посттравматичний стресовий розлад (ПТСР).